# Orthothecium duriaei
Orthothecium duriaei là một loài Rêu trong họ Hypnaceae. Loài này được (Mont.) Besch. mô tả khoa học đầu tiên năm 1882.